# Liste der Wappen im Landkreis Neustadt an der Waldnaab
Die Liste der Wappen im Landkreis Neustadt an der Waldnaab zeigt die Wappen der Gemeinden im bayerischen Landkreis Neustadt a.d.Waldnaab.

## Landkreis Neustadt an der Waldnaab

Landkreis Neustadt a.d.Waldnaab Gespalten und hinten geteilt; vorne in Schwarz ein rot gekrönter und rot bewehrter goldener Löwe; hinten oben in Blau drei, zwei zu eins gestellte, goldene Sterne, unten in Silber ein blauer Balken.
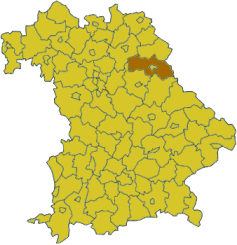
Lage des Landkreises Neustadt a.d.Waldnaab in Bayern
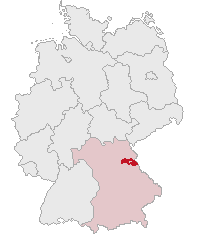
Lage des Landkreises Neustadt a.d.Waldnaab in Deutschland
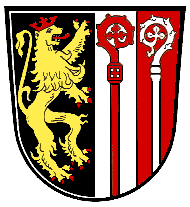
Landkreis Eschenbach i.d.OPf. (–1972) Gespalten; vorne in Schwarz ein linksgewendeter, rot gekrönter, rot bewehrter goldener Löwe, hinten gespalten von Silber und Rot mit zwei emporkommenden, aufrechten Krummstäben in verwechselten Farben mit zugekehrten Krümmen.
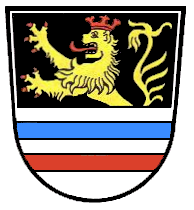
Landkreis Vohenstrauß (–1972) Geteilt; oben in Schwarz ein wachsender, rot gekrönter und rot bewehrter goldener Löwe; unten wieder geteilt von Silber, darin ein blauer Balken, und Silber unter rotem Haupt.

## Wappen der Städte, Märkte und Gemeinden

Gemeinde Altenstadt a.d.Waldnaab In Silber oben ein schräggestellter roter Adler, unten eine schräglinke schwarze Pflugschar.
Gemeinde Bechtsrieth Gespalten von Blau und Silber; vorne ein aus roten Flammen emporsteigender silberner Phönix, hinten ein blauer Balken.
Stadt Eschenbach i.d.OPf. Geteilt und oben gespalten; vorne in Schwarz ein rot gekrönter goldener Löwe, hinten von Silber und Blau geweckt, unten in Rot ein silberner Fisch.
Markt Eslarn In Blau ein silberner Balken; oben ein wachsender, rot bewehrter goldener Löwe, unten ein waagrechter silberner Fisch.
Gemeinde Etzenricht Durch eine eingeschweifte schwarze Spitze, darin ein senkrecht gestellter silberner Fisch, gespalten von Gold und Silber; vorne ein schwarzer Bienenkorb, hinten eine blaue Rodungshaue.
Gemeinde Flossenbürg In Rot auf schwarzem Granitfelsen ein silberner Burgturm, beseitet von zwei Schildchen; im rechten in Schwarz ein rot gekrönter und bewehrter goldener Löwe, im linken die bayerischen Rauten.
Markt Floß In Gold aus blauen Wellen wachsend ein rot gekrönter schwarzer Adler.
Gemeinde Georgenberg Gespalten und vorne geteilt; oben in Rot eine silberne Zinnenmauer, unten in Blau drei zwei zu eins gestellte sechsstrahlige Sterne, hinten über grünem Dreiberg in Silber ein roter Drache mit goldenem Schwert im aufgerissenen Maul.
Stadt Grafenwöhr Gespalten; vorne die bayerischen Rauten, hinten in Schwarz ein rot gekrönter und rot bewehrter goldener Löwe.
Gemeinde Irchenrieth Unter silbernem Schildhaupt, darin drei durchgehende blaue Spitzen, in Gold nebeneinander ein roter Turm und ein roter Drachenrumpf.
Gemeinde Kirchendemenreuth In Schwarz hinter einem silbernen Kantenlinksbalken ein oben gebogener goldener Haferhalm.
Markt Kirchenthumbach In Rot auf silbernem Stufensockel ein blau bedachter silberner Zinnenturm, dem ein Schildchen mit den bayerischen Rauten aufgelegt ist.
Markt Kohlberg Unter Schildhaupt mit den bayerischen Rauten in Silber ein grüner Dreiberg, über dem ein waagrechter, gestümmelter schwarzer Baumast schwebt.
Markt Leuchtenberg Geviert mit silbernem Herzschild, darin ein blauer Balken; 1 und 4 in Rot ein goldener Eichenzweig mit Eichel, 2 und 3 in Gold eine grüne Hopfenranke.
Markt Luhe-Wildenau Gespalten von Gold und Silber; vorne ein halber, rot bewehrter schwarzer Adler am Spalt; hinten eine aufrechte rote Hirschstange, an deren linksgewendeten Enden goldene Jagdhörner an grünen Fesseln hängen.
Markt Mantel In Rot ein silberner Mantel mit abflatternden silbernen Schnüren und blauem Kragen in Rückenansicht.
Markt Moosbach Geteilt und oben gespalten; oben vorne in Schwarz ein rot gekrönter, rot bewehrter goldener Löwe, hinten die bayerischen Rauten; unten in Silber wachsend aus blauen Wellen ein Strauß grüner Blätter mit drei schwarzen Mooskolben.
Stadt Neustadt am Kulm In Gold zwei grüne, je mit einem roten Zinnenturm besetzte Berge, zwischen denen eine silberne, rotbedachte Kirche steht, über der der von Silber und Schwarz gevierte Schild der Hohenzollern schwebt.
Stadt Neustadt a.d.Waldnaab In Rot auf silbernem Ross der golden gerüstete und golden nimbierte heilige Martin, der mit silbernem Schwert den blauen Mantel mit dem auf grünem Boden knienden nackten Bettler teilt.
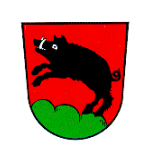
Markt Parkstein In Rot auf ansteigendem grünem Dreiberg ein springender schwarzer Eber.
Gemeinde Pirk In Gold eine bewurzelte grüne Birke, deren Stamm ein silberner Schild, darin ein blauer Balken, aufgelegt ist.
Stadt Pleystein In Schwarz über grünem Dreiberg ein rot gekrönter und rot bewehrter goldener Löwe, in der Mitte überdeckt mit einem schmalen Balken, der zweireihig mit silbernen und blauen Rauten belegt ist.
Stadt Pressath Unter Schildhaupt mit den bayerischen Rauten in Silber der blaue Großbuchstabe P, darüber schwebend eine goldene Krone.
Gemeinde Püchersreuth In Silber über balkenförmigem rotem Gitter ein springender roter Hund mit goldenem Halsband.
Gemeinde Schirmitz Gespalten; vorne unter silbernem Schildhaupt, darin ein blauer Balken, in Rot ein linksgewendeter goldener Löwenrumpf, hinten unter blauem Schildhaupt in Silber ein roter Drachenrumpf.
Gemeinde Schlammersdorf Geteilt von Schwarz und Gold, oben ein schreitender goldener Löwe, unten drei, zwei zu eins gestellte blaue heraldische Lilien.
Gemeinde Schwarzenbach Durch einen silbernen Wellenbalken schräglinks geteilt von Schwarz und Rot; vorne ein rot gekrönter und gezungter goldener Löwenkopf, hinten ein schräg liegendes silbernes Schwert mit goldenem Knauf.
Gemeinde Speinshart In Rot ein silberner Zinnenturm, beseitet rechts von einem beblätterten goldenen Lilienstängel, links von einer goldenen Inful.
Gemeinde Störnstein Unter blauem Schildhaupt, darin drei, zwei zu eins gestellte, sechsstrahlige goldene Sterne, geteilt von Silber und Rot, belegt mit einem Löwen.
Markt Tännesberg In Silber auf einem aus kleinen grünen Hügeln gebildeten Boden zwei Bäume, dazwischen zwei rote Blumen auf beblätterten grünen Stängeln; darüber schwebend der Rautenschild.
Gemeinde Theisseil In Blau über zwei waagrechten, übereinander liegenden, gestümmelten silbernen Ästen, nebeneinander zwei sechsstrahlige silberne Sterne.
Gemeinde Trabitz Von Silber und Rot geteilt, oben ein springender roter Hirsch, unten ein silberner Turm.
Stadt Vohenstrauß In Blau ein linksgewendeter, golden bewehrter silberner Strauß mit goldenem Hufeisen im Schnabel, den ein roter Fuchs anspringt.
Gemeinde Vorbach Gespalten von Silber und Rot; vorne über einem erniedrigten blauen Zinnenbalken eine rote Radnabe, hinten ein aufsteigender silberner Biber.
Markt Waidhaus In Silber auf grünem Boden stehend ein von grünen Bäumen umgebenes silbernes Forsthaus mit rotem Dach, dessen Giebel von einem roten Hirschgeweih bekrönt ist.
Markt Waldthurn Geteilt von Blau und Silber; oben nebeneinander drei durch Mauern verbundene silberne Zinnentürme, unten drei auf niedrigen grünen Hügeln stehende grüne Laubbäume.
Gemeinde Weiherhammer Unter blauem Schildhaupt, darin drei gestürzte silberne Spitzen, in Silber schräg gekreuzt zwei wachsende schwarze Schmiedehämmer.
Stadt Windischeschenbach In Rot ein silberner Wellenbalken, darin ein waagrechter blauer Fisch; oben zwei sechsstrahlige goldene Sterne, unten ein solcher.

## Ehemalige Gemeinden mit eigenem Wappen

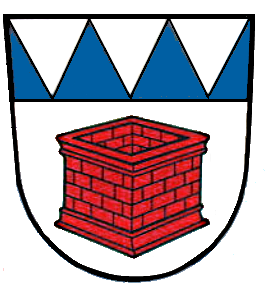
Gemeinde Markt Kaltenbrunn
Gemeinde Luhe
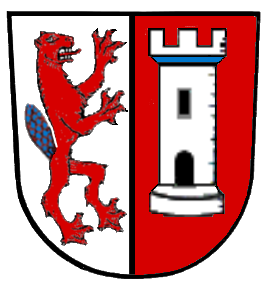
Gemeinde Oberbibrach